# ماریون روپر
ماریون روپر (انگلیسی: Marion Roper; ۱۵ سپتامبر ۱۹۱۰ – ۱۰ فوریهٔ ۱۹۹۱) شیرجه‌رو اهل ایالات متحده آمریکا بود.